# Кольцо (Южный Парк)
«Кольцо» (англ. The Ring) — первый эпизод 13 сезона (№ 182) сериала «Южный парк», премьера которого состоялась 11 марта 2009 года.

## Сюжет
Кенни заводит себе новую подружку — Тэмми Ворнер, пятиклассницу из очень бедной семьи. В то же время в школе ходят слухи, что дружить с Тэмми очень плохо, потому что она шлюха. Баттерс сообщает одноклассникам, что она сделала какому-то парню ОУ («оральное удовлетворение», то есть минет) на парковке TGI Friday’s. Ребята потрясены и спешат сообщить Кенни ужасную новость, но тот, к их удивлению, только рад, к тому же, ему самому захотелось получить ОУ. Кенни предлагает Тэмми пойти в TGI Friday’s; услышав это, она признаётся, что все слухи о ней — это правда, и чувствует себя виноватой. По её словам, когда она видит участников группы Jonas Brothers, то сходит от них с ума и становится неуправляемой.
Кенни решает сводить Тэмми на концерт Jonas Brothers в Денвере, чтобы та наверняка сделала ему ОУ. Друзья предупреждают Кенни, что он слишком мал для этого, что ОУ — это очень противно, а Картман, к тому же, добавляет, что по статистике, рот американской женщины — это самое грязное место на земле, и свой пенис следует держать от него подальше. Кенни это не останавливает, и он покупает билеты и презервативы.
На концерте оказывается, что почти весь стадион заполнен девочками-ровесницами Тэмми, которые тоже сходят с ума от группы Jonas Brothers, у них даже начинается течка. Безумие доходит до такой степени, что многих девочек к концу концерта выносят на носилках. Тэмми и Кенни направляются к выходу, но Тэмми и ещё несколько девочек зовут в гримёрку к участникам группы. Тэмми в восторге, но музыканты в гримёрке дают ей «кольца чистоты» как знак того, что они с Кенни не будут иметь никаких сексуальных отношений до свадьбы, как и сами музыканты. Кенни с горечью соглашается с Тэмми, что нужно следовать примеру Jonas Brothers, и сдерживает свои желания. На следующий день он с грустным видом приходит на остановку и объясняет Стэну, Картману и Кайлу, в чём дело.
Со временем Кенни замечает, что кольцо меняет его образ жизни — он не играет с друзьями, сидит у Тэмми дома и ходит на встречи с такими же «окольцованными» парами, которые развлекаются только просмотром «Анатомии страсти». Тем временем, на съёмках нового клипа Jonas Brothers заявляют шефу компании «Дисней» (им оказывается Микки Маус), что им надоело носить кольца чистоты, а их концерты из музыкальных событий превратились в рекламу колец. Шеф приказывает не снимать кольца, он хочет с помощью группы продавать секс маленьким девочкам (вроде Тэмми), а кольца — всего лишь прикрытие, чтобы не показывать компанию в плохом свете. После того, как Микки избивает одного из братьев, группа соглашается не снимать кольца.
Друзья сами начинают замечать, что с Кенни что-то не так. Они выясняют, что на самом деле Jonas Brothers своим поведением доводят девочек до того, что они начинают заниматься сексом в слишком раннем возрасте, а на концертах для отвода глаз раздают кольца чистоты. Стэн и Кайл решают спасти Кенни. Они с Картманом приходят к Jonas Brothers на телеанонс их нового 3D-шоу и требуют объяснений, но тут Микки берёт ребят в заложники, считая, что их прислала конкурирующая телекомпания «DreamWorks». Он рассказывает детям, что группа нужна ему только для того, чтобы зарабатывать деньги на маленьких девочках, и что он ненавидит христиан за то, что они тупые и «верят в говорящего мёртвого парня». Тут Кайл включает микрофон, и речь Микки слышат все зрители в зале и на телевидении. Картман нажимает кнопку, и за спиной Микки поднимается занавес. Девочки в зале освистывают Микки, на что тот вдруг превращается в огромного монстра и начинает громить стадион.
Свежий выпуск новостей передаёт, что 3D-шоу Jonas Brothers провалилось, и раскрывает правду об их кольцах. Тэмми всё понимает и решает снять кольцо, предлагая Кенни сделать то же самое. После этого Тэмми приглашает Кенни в TGI Friday’s (этим самым намекая на ОУ), они с радостью уходят. Через некоторое время Кенни хоронят: Картман говорил правду об опасности рта американки.

## Смерть Кенни
Кенни умирает от сифилиса, заразившись им от своей новой девушки, после того, как она уговорила его снять кольцо чистоты. Сама смерть не показана, но показаны похороны — впервые с эпизода «Рождество в Канаде».

## Факты
- Начиная с этого эпизода, «Южный Парк» транслируется в HD-формате. Впоследствии все предыдущие эпизоды сериала подверглись ремастерингу: было улучшено качество изображения, а также изменено соотношение сторон экрана (с 4:3 на 16:9).
- На стадионе во время концерта Jonas Brothers среди девочек можно заметить Мистера Мазохиста.
- Сцена на концерте Jonas Brothers, возможно, пародирует эпизод из фильма «Я хочу держать тебя за руку».
- Открывающая песня на концерте Jonas Brothers по гармонии и вокальной мелодии напоминает их реальный хит Burnin' Up.
- В начале серии ребята говорят, что это первая подружка Кенни, однако в эпизоде «Джунгли-Шмунгли» у Кенни была подружка Келли Нельсон (которая даже спасла ему жизнь), а в эпизоде «Самопроизвольное возгорание» Кенни говорит, что идёт к подружке. Хотя с другой стороны они говорят, что это его «первая настоящая подружка».
- В этой серии один из редких случаев, когда смерть Кенни воспринимается всерьёз всеми персонажами (остальные серии: «Конъюнктивит», «Кенни умирает», «Лучшие друзья навсегда», «Сексуальное лечение»).
- «Кольца чистоты» были популярны во многих западных вузах в середине 90-х годов.
- Католическую семью (семья Фолли) уже показывали в сериале. Отец остался без изменений. У матери другой цвет волос и бровей. Их дети показаны обычными, хотя в эпизоде «Рыжие дети» они были рыжие и с веснушками.
- Когда Кенни покупает билеты на концерт Jonas Brothers, на рекламном плакате в магазине висит постер Канье Уэста — будущего героя пятой серии этого же сезона про рыбные палочки. Там же - постер Селин Дион из эпизода «Не без моего ануса».
- В эпизоде можно заметить сцену из эпизода «Туалетная бумага», где Стэн, Кайл и Картман закидывают дом своей учительницы по рисованию, только в той серии они делали это вместе с Кенни. Можно предположить, что они снова мстят своей учительнице.
- Эта первая серия за последние несколько сезонов, когда основной сюжет крутится вокруг Кенни и его окружения.
- Микки Маус является аллюзией на Мистера Хэнки — в этом его выдаёт не только голос, но и круговое движение рукой при слове «привет» на концерте.
- На похоронах Кенни мальчики, Джеральд Брофловски, и многие другие мужчины находятся в головных уборах.
- В этом эпизоде появляется инопланетянин: Скриншот (недоступная ссылка)
- Движения и голос Микки Мауса пародируют его движения из мультфильмов 50-х — 60-х годов
- На похоронах Кенни миссис Картман и мистер Гаррисон одеты в свою повседневную одежду, но одежда стала чёрного цвета.
- Это вторая серия, где Картман и Кайл не ругаются.